# Fukinuki yatai

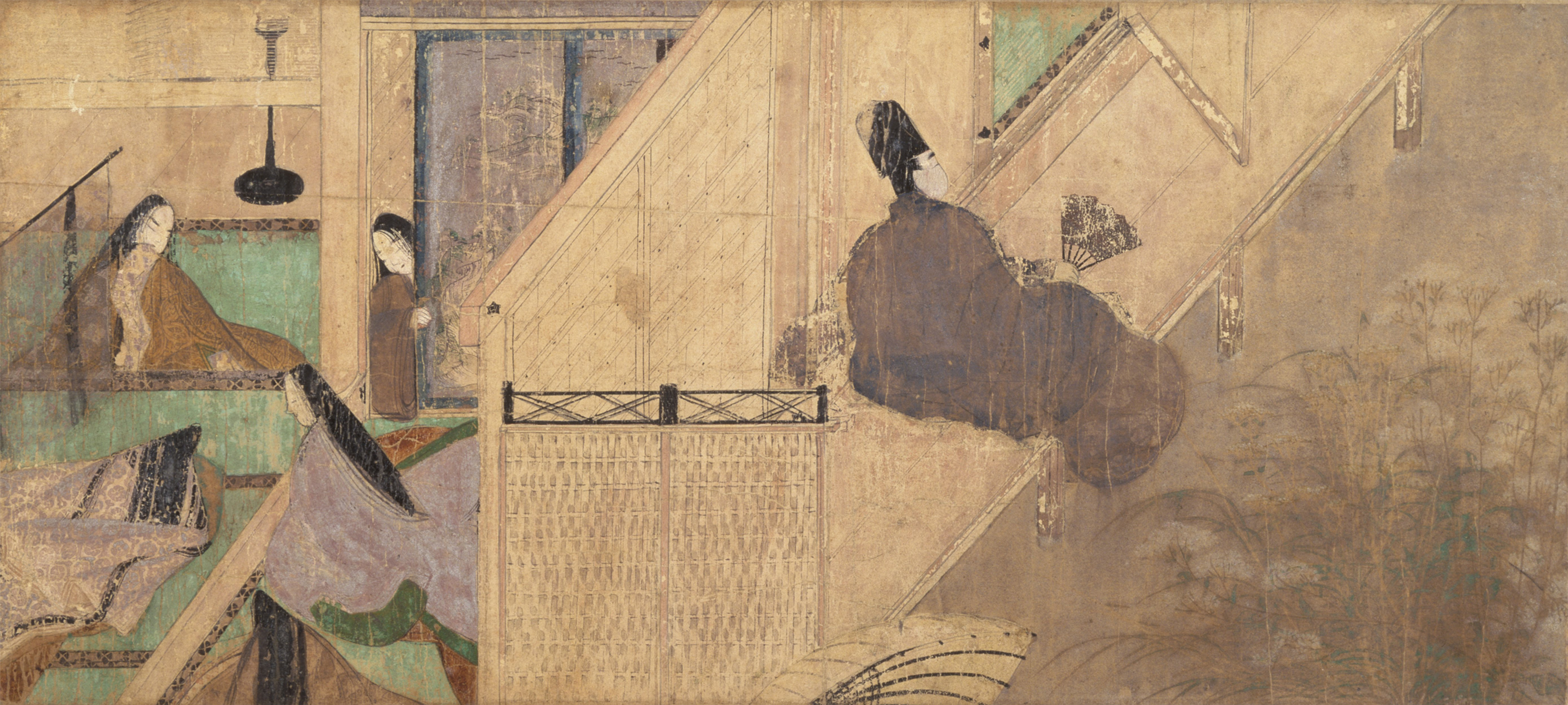
Exemple d'ús de la tècnica fukiniki yatai al manuscrit de Genji Monogatari

Fukinuki yatai (en japonés significa "sostre envolat") és un tipus de perspectiva utilitzada per a la representació artística d'imatges que consisteix a mostrar escenes en perspectiva aèria sense mostrar els sostres i fins i tot sense envans.
Malgrat que les vistes aèries en diagonal són típiques a la pintura tradicional japonesa yamato-e, el fukinuki yatai és una tècnica distinta que s'aplica a les obres emaki (rotllos narratius pintats) de l'estil yamato-e, i permet mostrar a l'hora l'interior d'un edifici i els jardins que l'envolten.
La funció artística d'aquesta tècnica és doble. En primer lloc, permet representar les escenes d'interior amb una gran economia de mitjans, allò que es particularment important per a les obres emaki amb motiu de l'amplària del suport (rotllos de paper o de soja), de mitjana de 30 centímetres. A més, el pintor pot instal·lar una continuïtat amb l'ambient exterior segons les necessitats de la composició.

## Història
L'origen es troba a la Xina de la dinastia Tang. Hi ha exemples a: la coves de Dunhuang, a obres del Japó de l'era Heian tardana com Genji Monogatari i a l'Acte 10 de l'obra Una tresoreria de lleialtat de Katsushika Hokusai.